# Sam J. Lundwall
Sam Thore Jerrie Lundwall, közismert nevén: Sam J. Lundwall (Stockholm, 1941. február 24. –) svéd tudományos-fantasztikus író, fordító, szerkesztő, fotós, tévéproducer. 

## Élete
Több területen is tevékenykedett, eredetileg a svéd sci-fi fandom egyik vezetője volt, e fandom vezető orgánuma a Science Fiction-Nytt című fanzin volt. Már az 1950-es évek végén publikált sci-fi novellákat a Häpna! magazinban, később a tudományos-fantasztikus irodalom svédországi népszerűsítésének egyik vezető alakja lett. Az 1960-as években először mint fotós, szabadúszó író és dalszerző dolgozott. 1968-ban tévéproducerként egy fantasztikus sorozatot készített.  
1969-ben jelentette meg Science fiction – från begynnelsen till våra dagar című munkáját, amely a tudományos-fantasztikus irodalom első átfogó története volt svéd nyelven. A mű komoly sikert aratott, Lundwall az akkor indult Askild & Kärnekull (A&K) kiadóhoz kapcsolódott, ahol részben a kiadó sci-fi részlegének, részben a kiadó könyvklubjának volt szerkesztője. 1973 nyarán elhagyta a kiadót, s a Delta Förlag-hoz szegődött, amelyet Gunnar Dahl-lal közösen vezetett. Az 1980-as évek végéig mintegy 200 fantasztikus könyv jelent meg a kiadónál. Az 1990-es évektől a családja tulajdonában lévő Sam J. Lundwall Fakta & Fantasi-nál ad ki fantasztikus könyveket. 
1972 és 2009 közt a Jules Verne-Magasinet szerkesztője is volt. Ez a lap eredetileg mint hetilap jelent meg 1940 és 1947 közt, 1968-ban indította újra Malmöben Bertil Falk újságíró és sci-fi rajongó. 1972-ben adta át Falk a lapot az Askild & Kärnekull-nak, ahol Lundwall szerkesztette, aki továbbvitte a Delta Förlag-hoz és a Sam J. Lundwall Fakta & Fantasi-hoz.
Regényíróként két regénnyel debütált Amerikában, ezeket 1970-ben jelentette meg az Ace Books: Alice's World és No Time for Heroes. Svéd nyelven csak az amerikai kiadás után jelentek meg: Alice, Alice és Inga hjältar här. Legjobb regényeinek a Mörkrets furste-t, a szatirikus King Kong Blues-t, valamint a sötét hangulatú  Fängelsestaden-t tartják, amelyet Giovanni Battista Piranesi olasz művész Carceri d'invenzione című, elképzelt börtönöket ábrázoló rézkarcai ihlettek.
Számos svéd sci-fi kongresszus szervezője volt (1961, 1963, 1973, 1975, 1977 és 1979). Tagja volt a World SF írószervezete igazgatóságának is. Fordítói tevékenysége is jelentős, többek közt Howard Phillips Lovecraft munkáit ültette át svéd nyelvre.

## Munkái

### Fantasztikus irodalom
- Mot tidhavets stränder (1959–1962)
- Jag är människan (1963–1965)
- Visor i vår tid (1966)
- Inga hjältar här (1972)
- Uppdrag i universum (1973)
- Alice, Alice! (1974)
- King Kong Blues (1974)
- Bernhards magiska sommar (1975)
- Mörkrets furste: eller, Djävulstornets hemlighet (1975)
- Tio sånger och Alltid Lady Macbeth (1975)
- Gäst i Frankensteins hus (1976)
- Mardrömmen (1977)
- Fängelsestaden (1978)
- Flicka i fönster vid världens kant (1980)
- Crash (1982)
- Tiden och Amélie (1986)
- Frukost bland ruinerna (1988)
- Gestalter i sten (1988)
- Vasja Ambartsurian (1990)
- Zap! (1992)
- Staden vid tidens ände eller Sam Spade i kamp mot entropin (1993)

### Elméleti írások
- Bibliografi över science fiction & fantasy 1830–1961 (1962)
- Bibliografi över science fiction & fantasy 1772–1964 (1964)
- Science fiction: Från begynnelsen till våra dagar (1969)
- Science Fiction: What it's All About (1971)
- Bibliografi över science fiction & fantasy 1741–1973 (1974)
- Utopia – dystopia (1977)
- Science fiction: An Illustrated History (1977)
- Utopier och framtidsvisioner (1984)
- Bibliografi över science fiction & fantasy 1974–1983 (1985)
- En bok om science fiction, fantastik, futurism, robotar, monster, vampyrer, utopier, dystopier och annat märkvärdigt och oväntat och osannolikt (1993)
- Bibliografi över science fiction & fantasy 1741–1996 (1997)

## Magyarul megjelent művei
- Visszatérés a Földre / Alice világa; ford. Vajda Gábor, utószó Kuczka Péter; Kossuth, Bp., 1973
- Árnyak (novella, Galaktika 28., 1977; utánközlés: Galaktika 202., 2007)
- Lady MacBeth (novella, Galaktika 28., 1977)
- A science fiction Svédországban (elméleti írás, Galaktika 28., 1977)
- Holnap történt – Tanulmányok a science fiction világtörténetéből (elméleti írás, Metagalaktika 7., 1984)
- Visszatérés a Földre (a regény képregény-feldolgozása, Zórád Ernő munkája, Ifjúsági Kiadó, év nélkül)

## Fordítás
- Ez a szócikk részben vagy egészben  a   Sam J. Lundwall című svéd Wikipédia-szócikk ezen változatának fordításán alapul.  Az eredeti cikk szerkesztőit annak laptörténete sorolja fel. Ez a jelzés csupán a megfogalmazás eredetét és a szerzői jogokat jelzi, nem szolgál a cikkben szereplő információk forrásmegjelöléseként.